# Kieran Tierney
Kieran Tierney (* 5. června 1997 Douglas) je skotský profesionální fotbalista, který hraje na pozici levého obránce za španělský klub Real Sociedad. kde je na hostování z Arsenalu, a za skotský národní tým.
Narodil se na ostrově Man a v mladém věku se přestěhoval do Lanarkshire. Prošel celtickou mládežnickou akademií, na profesionální úrovni debutoval v dubnu 2015 a jeho debut za skotskou reprezentaci proběhl v březnu 2016. Do Arsenalu přestoupil v srpnu 2019 za sumu 25 milionů liber, což je rekordní částka jak pro skotského státního příslušníka, tak pro hráče skotské ligy.

## Klubová kariéra

### Život a fotbal v mládí
Kieran Tierney se narodil v hlavním městě Ostrova Man Douglasu a v 10 měsících svého života se přestěhoval do Wishaw. Už jako dítě byl fanouškem Celticu a v 7 letech se přihlásil do klubu. Základní vzdělání získal ve škole v Motherwellu, dále studoval na místní střední škole, kterou poté vystřídal za jinou v Kirkintlochu, jelikož ta je úzce spjata se Celticem. Jeho vzorem byl zesnulý Tommy Gemmell, který hrával na stejné pozici a narodil se ve Wishaw.
Při působení v mládežnickém týmu získal pověst technicky vyspělého hráče, který může hrát v útoku i v obraně. V srpnu 2014 odjel s A-týmem do Finska na předsezónní soustředění, kde v přátelském utkání proti Tottenhamu debutoval. Ačkoli prohráli, nadšený Tierney prohlásil, že toto utkání je pro něj „splněný sen“. Celou sezónu 2014–2015 hrál za mládežnický tým a v říjnu 2014 během zápasu mládežnické ligy proti Heart of Midlothian vstřelil gól z okraje vlastního pokutového území.

### Celtic

#### Debut a prosazení
Tierneyho oficiální debut za A-tým Celticu proběhl dne 22. dubna 2015, když v 81. minutě zápasu Scottish Premiership proti Dundee FC vystřídal Emilia Izzaguireho a zápas nakonec vyhrál Celtic 2:1. V sezóně 2014–2015 odehrál za A-tým ve skotské lize ještě jeden zápas 15. května proti St. Johnstone FC, ve kterém ho v 69. minutě vystřídal Emilio Izaguirre a utkání skončilo bez vstřelené branky 0:0.
Tierney se do širšího kádru Celticu prosadil v sezóně 2015–2016, ve které odehrál přes 30 zápasů, střídán se zkušenějším Emiliem Izzaguirem jako první volba na levého obránce. Za své výkony mu byla novináři i hráči udělena cena „PFA mladý skotský fotbalista roku“ a se Celticem vyhrál tuto sezónu titul. Navzdory tomu, že se o něj zajímaly kluby z Premier League, podepsal Tierney 24. června 2016 se Celticem smlouvu na dalších 5 let.

#### 2016/2017
Po prvních zápasech ve skupinové fázi Ligy mistrů utrpěl Tierney dne 27. října 2016 na tréninku zranění kotníkového vazu a byl vyřazen ze hry původně na dva měsíce. Během léčby zmeškal finále ligového poháru a léčil se s opakovaným zraněním ramene. V době, kdy ještě nebyl úplně vyléčený se zúčastnil několika Celtických zápasů jako fanoušek ve společnosti svých přátel z dětství.
Po absenci tří měsíců nastoupil Tierney 22. ledna 2017 do čtvrtého kola skotského poháru proti týmu Albion Rovers. V tomto zápase si nevedl vůbec špatně a ve 30. minutě nahrál Scottu Sinclairovi na gól. Nakonec ho v 62. minutě vystřídal Callum McGregor a Celtic vyhrál 3:0. Dne 7. května 2017 byl podruhé za sebou korunován „mladý hráčem roku skotské ligy“, což se mu podařilo jako prvnímu od roku 1986, kdy totéž dokázal Craig Levein. Další zranění ho potkalo 27. května ve finále skotského poháru, kde utrpěl zranění čelisti a znovu se musel léčit. Celtic tento zápas vyhrál 2:1 a dosáhl tak treble. I přesto, že v době zranění nehrál, odehrál Tierney za sezónu 40 zápasů.

#### 2017/2018
Dne 8. srpna 2017 byl Tierney jmenován kapitánem Celticu a zároveň se přesunul na středního obránce, aby pomáhal mladíkům v obranné linii v zápase ligového poháru proti Kilmarnocku. Tento zápas vyhrál Celtic 5:0, přičemž ve 29. minutě vstřelil Leigh Griffiths gól po Tierneyově přihrávce a v 65. minutě dal Tierney neskutečnou trefou gól z přibližně 35 metrů od brány soupeře na 4:0. Dne 30. října, týden po gólu v důležitém ligovém vítězství proti rivalům z Aberdeenu prodloužil smlouvu se Celticem do roku 2023.
Na konci sezóny dostal Tierney obě ceny „pro mladého hráče skotské ligy“ (od novinářů i od hráčů) potřetí za sebou a hrál hlavní roli při zisku druhé klubové treble za sebou. Za celou sezónu odehrál více než 50 zápasů a hrál obě pohárové finále a ve kterých Celtic vyhrál vždy 2:0 nad Motherwellem.

#### 2018/2019
Tierney odehrál zápas proti Aberdeenu ve finále ligového poháru 2018, ve kterém se Celticem zvítězil 1:0, díky trefě Ryana Christieho v nastavení prvního poločasu. Brzy poté si zranil kyčel a dlouho nemohl hrát. Na scénu se vrátil 24. února 2019, ale hned poté trpěl kýlou, což vyžadovalo operaci.

### Arsenal
Dne 8. srpna 2019 se Kieran Tierney připojil do Arsenalu, který za něj zaplatil 25 milionů liber. Tierney zmeškal začátek sezóny 2019–2020, protože po květnové operaci dvojí kýly nebyl v kondici. Svůj debut za A-tým odehrál 24. září při výhře v EFL Cupu proti Nottinghamu Forest 5:0. Dne 3. října 2019 odehrál Arsenal utkání v Evropské lize proti belgickému Standardu, ve kterém ve 13. minutě Tierney asistoval Gabrieli Martinellimu na první gól utkání. Arsenal nakonec na půdě soupeře vyhrál 4:0. První zápas v Premier League odehrál 27. října při remíze 2:2 s Crystal Palace FC. V utkání proti West Hamu si vykloubil rameno a nemohl nastupovat tři měsíce.

## Mezinárodní kariéra
Tierney nastupoval už za skotské reprezentace U18 a U19. Zvažoval však také hrát za Tým Ellana Vannina, který reprezentuje Ostrov Man, když se konalo Mistrovství světa ve fotbale ConIFA.
Do prvního týmu Skotska byl poprvé povolán 10. dubna 2016 na přátelský zápas s Německem. V tomto zápase odehrál Tierney celou první půli a o přestávce ho vystřídal spoluhráč ze Celticu Charlie Mulgrew. Zápas na Hampden Parku vyhrálo skotsko 1:0.
Vzhledem k tomu, že se Tierney dokázal lépe přizpůsobit jiným pozicím, než jeho konkurent v reprezentaci Andrew Robertson, byl v zápasech proti Slovinsku, Litvě a Slovensku posunut na pravého obránce, ale v zápase kvalifikace na mistrovství světa roku 2017 hrál na levé straně v tříčlenné obraně.
V listopadu 2017 v přátelském zápase proti Nizozemsku hrál Tierney na stoperu a dostal funkci kapitána, Skotsko však prohrálo 1:0.
V říjnu 2018 Tierney vstřelil rozhodující vlastní gól při prohře 2:1 s Izraelí v Lize národů. V rozhovoru po zápase Robertson uvedl, že oba dva s Tierneyem hráli mimo pozici v sestavě 3–5–2, kterou Alex McLeish zvolil, aby se přizpůsobil oběma hráčům.
V listopadu 2019 se Tierney stáhl ze skotské sestavy před kvalifikací na mistrovství Evropy, z důvodu údajného pokračujícího zranění kyčle.

## Statistiky

### Klubové
Aktualizováno k 9. prosinci 2019
| Klub             | Sezóna           | Liga                 | Liga   | Liga | Pohár  | Pohár | Ligový pohár | Ligový pohár | Evropa | Evropa | Celkem | Celkem |
| Klub             | Sezóna           | Divize               | Zápasy | Góly | Zápasy | Góly  | Zápasy       | Góly         | Zápasy | Góly   | Zápasy | Góly   |
| ---------------- | ---------------- | -------------------- | ------ | ---- | ------ | ----- | ------------ | ------------ | ------ | ------ | ------ | ------ |
| Celtic FC        | 2014–2015        | Scottish Premiership | 2      | 0    | 0      | 0     | 0            | 0            | 0      | 0      | 2      | 0      |
| Celtic FC        | 2015–2016        | Scottish Premiership | 23     | 1    | 4      | 0     | 2            | 0            | 4      | 0      | 33     | 1      |
| Celtic FC        | 2016–2017        | Scottish Premiership | 24     | 1    | 5      | 1     | 2            | 0            | 9      | 0      | 40     | 2      |
| Celtic FC        | 2017–2018        | Scottish Premiership | 32     | 3    | 5      | 0     | 4            | 1            | 14     | 0      | 55     | 4      |
| Celtic FC        | 2018–2019        | Scottish Premiership | 21     | 0    | 2      | 0     | 3            | 0            | 14     | 1      | 40     | 1      |
| Celtic FC        | 2019–2020        | Scottish Premiership | 0      | 0    | –      | –     | –            | –            | 0      | 0      | 0      | 0      |
| Celtic FC        | Celkem           | Celkem               | 102    | 5    | 16     | 1     | 11           | 1            | 41     | 1      | 170    | 8      |
| Arsenal FC       | 2019–2020        | Premier League       | 5      | 0    | 0      | 0     | 2            | 0            | 4      | 0      | 11     | 0      |
| Celkem v kariéře | Celkem v kariéře | Celkem v kariéře     | 107    | 5    | 16     | 1     | 13           | 1            | 45     | 1      | 181    | 8      |

### Mezinárodní
Aktualizováno k 12. říjnu 2018
| Reprezentace | Rok    | Zápasy | Góly |
| ------------ | ------ | ------ | ---- |
| Skotsko      | 2016   | 2      | 0    |
| Skotsko      | 2017   | 7      | 0    |
| Skotsko      | 2018   | 3      | 0    |
| Celkem       | Celkem | 12     | 0    |